# Tra Vinh
Tra Vinh (vietnamita: Trà Vinh) é uma província do Vietnã.